# トラスカラ州

トラスカラ州
Estado Libre y Soberano de Tlaxcala

トラスカラ州 (Tlaxcala) は、メキシコ中東部の州。州都および最大都市はトラスカラ・デ・シコテンカトル。
メキシコ高原に位置し、東部にはマドレ・オリエンタル山脈が続いている。北、東および南でプエブラ州と、西でメヒコ州と、北西でイダルゴ州とそれぞれ隣接する。メキシコで最も面積の小さい州で、メキシコの陸地面積の0.2パーセントを占めるにすぎない。人口は1,342,977人（2020年国勢調査）。
州名は先コロンブス時代からの古都である、州都のトラスカラに由来する。古来、この地に居住していたトラスカルテカの人々は、アステカを打倒すべくスペインに協力したため、その見返りとしてスペイン植民地時代の300年にわたってほぼ完全な自治を維持しつづけることができた。メキシコ独立後は準州を経て、1857年に州となった。
産業は農業、軽工業、観光業が中心である。主な観光名所として、カカシュトラなどの考古遺跡やトラスカラ市街周辺のコロニアル様式の街並みが挙げられる。